# 夏日哈石经墙
夏日哈石经墙，位于中国青海省天峻县新源镇夏日哈村，为第八批青海省文物保护单位，公布日期为2008年4月10日，类型为石窟寺及石刻。
夏日哈石经墙的历史年代为民国。